# 10371 Gigli
A 10371 Gigli (ideiglenes jelöléssel 1995 DU3) a Naprendszer kisbolygóövében található aszteroida. L. Tesi és A. Boattini fedezte fel 1995. február 27-én.